# Cody Jones
Cody Jones, né en 1985, au Canada, est un acteur canadien.

## Biographie
Cody Jones est né en 1985, au Canada.

## Filmographie

### Cinéma

#### Longs métrages
- 1994 : Super Noël (The Santa Clause) de John Pasquin : Un enfant dans la rue
- 1999 : Les Aiguilleurs (Pushing Tin) de Mike Newell : Timmy
- 1999 : Detroit Rock City d'Adam Rifkin : Un enfant
- 1997 : Sous pression (Bad Day On the Block) de Craig R. Baxley : D.J.
- 1999 : Babar, roi des éléphants (Babar: King of the Elephants) : Pom (voix)
- 2011 : True Grit de Joel et Ethan Coen : L'indien du « Wild West Show »

#### Moyen métrage
- 1996 : L5: First City in Space de Toni Myers et Allan Kroeker : L'ami de Chieko

### Télévision

#### Séries télévisées
- 1995 : Kung fu, la légende continue (Kung Fu: The Legend Continues) : Matthew
- 1995 / 1998 : Chair de poule (Goosebumps) : Noah Caldwell
- 1996 : Les Contes d'Avonlea (Road to Avonlea) : Duffy Dean
- 1997 : Le Bus magique (The Magic School Bus) : Caller (voix)
- 1997 - 1998 : Franklin : Bear (voix)
- 1998 : Real Kids, Real Adventures : Brandon

#### Téléfilms
- 1993 : Dieppe de John N. Smith : Timmy
- 1994 : Les insurgés de la terre (Sodbusters) d'Eugene Levy : Joe Gentry Jr.
- 1995 : Famille à l'essai (Rent-a-Kid) de Fred Gerber : Kyle Ward
- 1996 : Dilemmes (Critical Choices) de Claudia Weill : Bryan
- 1996 : Handel's Last Chance de Milan Cheylov : Wee Hugh Brannigan
- 1999 : Au secours, papa divorce (Coming Unglued) de Fred Gerber : Jason Hartwood
- 1998 : Sur les pistes de la liberté (Running Wild) de Timothy Bond : Nicholas Robinson
- 1999 : Locked in Silence de Bruce Pittman : Un harceleur
- 2000 : L'Amour interdit (All-American Girl: The Mary Kay Letourneau Story) de Lloyd Kramer : Joe Schmitz
- 2000 : Une niche pour deux (The Pooch and the Pauper) d'Alex Zamm : Nate